# Ernst Christmann
Ernst Christmann (* 7. September 1885 in Kaulbach im Bezirksamt Kusel; † 7. September 1974 in Kaiserslautern) war ein deutscher Heimatforscher und Landeshistoriker.

## Leben
Nach der Ausbildung am Lehrerseminar in Kaiserslautern war Ernst Christmann zunächst als Lehrer in Bellheim und Ludwigshafen tätig, bevor er von 1914 bis 1918 Kriegsdienst leisten musste.
Anschließend übernahm er die Leitung der Landesstelle Pfalz des Atlas der deutschen Volkskunde.
1925 folgte die Bestellung zum hauptamtlichen Sammler zum Zweck der Einrichtung einer Wörterbuchkanzlei. Daraus entstand das Pfälzische Wörterbuch.
1936 stellte er seine Arbeiten in der Wörterbuchkanzlei ein und folgte dem Ruf an die Hochschule für Lehrerbildung in Saarbrücken, wo er zwei Jahre später zum Professor ernannt wurde.
Von 1943 bis 1945 war er Honorarprofessor für Volkskunde an der Ruprecht-Karls-Universität Heidelberg.
Neben anderen Historikern und Landeskundlern hielt er Schulungsvorträge in der NS-Ordensburg Vogelsang.

## Auszeichnungen und Ehrungen
- 1959 Ehrenmitglied des Historischen Vereins für die Saargegend
- 1960 Bundesverdienstkreuz I. Klasse
- Wappenschild des Landkreises Kaiserslautern und der Barbarossamedaille der Stadt Kaiserslautern
- 1964 Preis des Stifterverbandes für die Deutsche Wissenschaft
- Ernst-Christmann-Straße in Kaiserslautern

## Veröffentlichungen (Auswahl)
- Sprachbewegungen in der Pfalz. 1931.
- mit Herbert Derwein: Der Name der Stadt Heidelberg. In: Oberdeutsche Zeitschrift für Volkskunde. 15/1941, S. 13–21; 67–85.
- Die rheinischen Flurnamen „Ploeck“, „Pleck“, „Blenk“. In: Rheinisches Jahrbuch für Volkskunde. Bonn. 2. Jg., 1951, S. 32–38.
- Die Siedlungsnamen der Pfalz, Teil I (= Veröffentlichungen der Pfälzischen Gesellschaft zur Förderung der Wissenschaften.. Band 29). Speyer 1952.
- Die Siedlungsnamen der Pfalz, Teil III: Siedlungsgeschichte der Pfalz an Hand der Siedlungsnamen. (= Veröffentlichungen der Pfälzischen Gesellschaft zur Förderung der Wissenschaften. 37). Speyer 1958.
- Die Siedlungsnamen der Pfalz, Teil II;  Die Namen der kleineren Siedlungen, Burgen, Klöster, Höfe, Mühlen usw. (= Veröffentlichungen der Pfälzischen Gesellschaft zur Förderung der Wissenschaften.. Band 47). Speyer 1964.
- Flurnamen zwischen Rhein und Saar (= Veröffentlichungen der Pfälzischen Gesellschaft zur Förderung der Wissenschaften. Bd. 49). Speyer 1965.
- Pfälzisches Wörterbuch. fortgeführt von Julius Krämer. Bearbeitet von Rudolf Post unter Mitarbeit von Josef Schwing und Sigrid Bingenheimer. Steiner, Stuttgart 1998, DNB 551033649.
- mit Heinz Friedel: Kaiserslautern einst und jetzt. Beiträge zur Geschichte der Großstadt Kaiserslautern von der Vor- und Frühgeschichte bis zu den heutigen Flur- und Straßennamen. (= Schriften zur Geschichte von Stadt und Landkreis Kaiserslautern.. Band 12). 1970.
- Flurnamen der Pfalz und ihrer Nachbarschaft. 1972.